# Nordstrom
Nordstrom, Inc. (NYSE: JWN) es una cadena de tiendas lujosas departamentales en los Estados Unidos. Inicialmente, como una minorista de calzado, hoy en día la empresa también vende ropa, accesorios, bolsos, joyas, cosméticos, fragancias, y, en algunos lugares, muebles para el hogar. Nordstrom compite a un nivel de precios más bajos que Neiman Marcus o Saks Fifth Avenue, y a un precio ligeramente más alto que Lord y Taylor.[cita requerida] La sede corporativa y la tienda principal se encuentran en el Centro de Seattle, Washington.
Liverpool anunció el  22 de septiembre de 2022 una inversión de 5,900 millones de pesos para adquirir un 9.9% de las acciones en circulación de la cadena de tiendas estadounidense Nordstrom.
El 20 de mayo de 2025, se hizo oficial la adquisición de 49.9% de Nordstrom, mientras que la Familia Nordstrom es propietaria del 50.1%. Erik y Pete Nordstrom liderarán la Compañía en calidad de CEO's (Chief Executive Officers) en conjunto.

## Historia

### Inicios

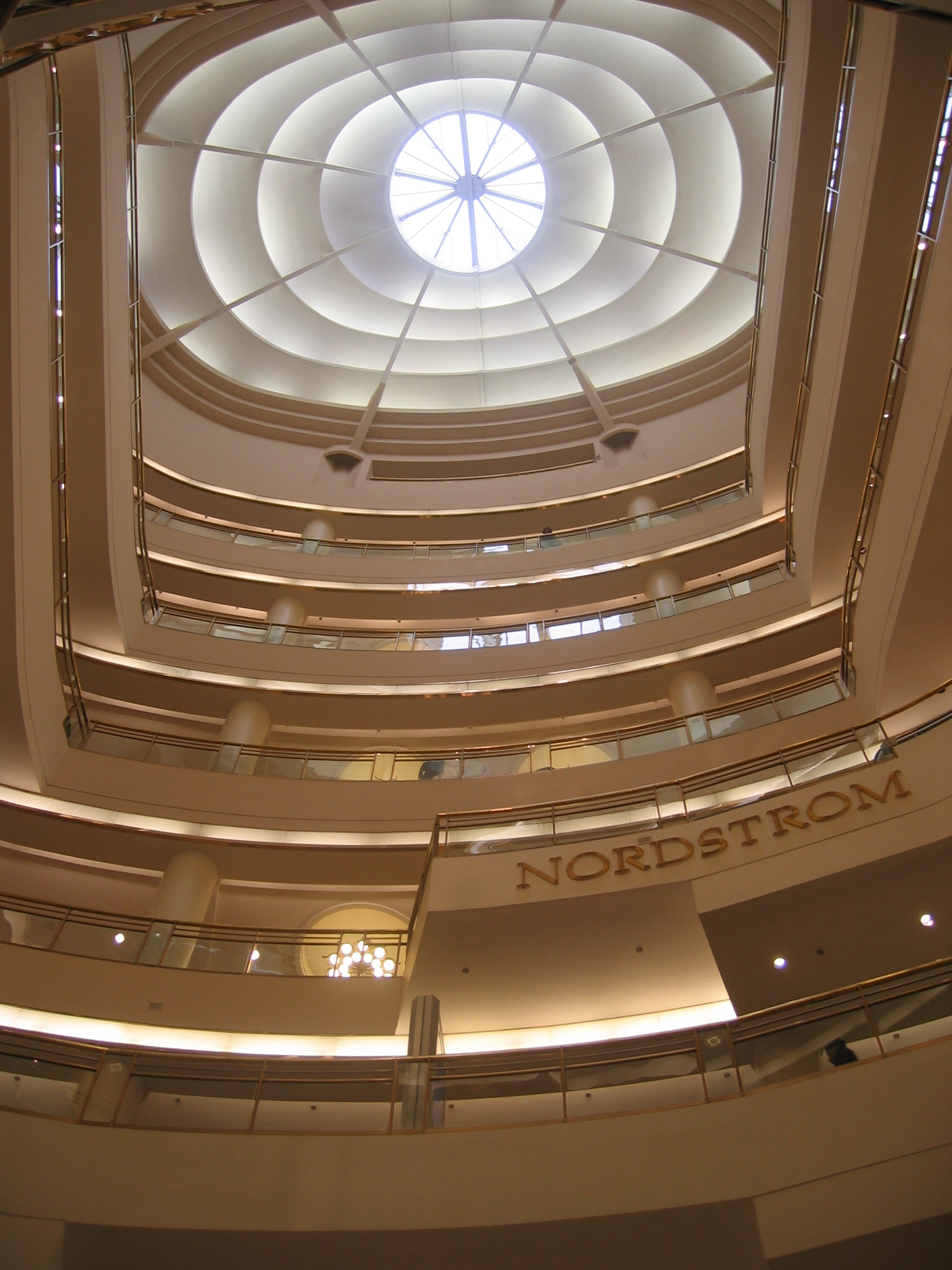
Interior de una tienda Nordstrom en San Francisco, California.

John W. Nordstorm junto a la familia Lafayette de Boston llegan por primera vez a los Estados Unidos a finales del siglo XIX en busca de oro en Alaska, como fue el caso de muchos de los inmigrantes en el país en ese momento. Nordstrom hizo un total de $ 13,000, y con su nueva riqueza, abrió una tienda de zapatos en 1901 llamada Wallin & Nordstrom. John W. Nordstrom, fue un inmigrante  sueco (Su nombre al nacer era "Johan Nordström" en la cual lo anglizó a John Nordstrom). Él nació en la aldea de Ale, cerca de Luleå en el norte de Suecia, y emigró a Suecia a la edad de 16 años. Carl Wallin, el cofundador de la tienda, era el propietario de una tienda en Seattle de reparación de calzado. Veintidós años más tarde, abrió una segunda tienda de zapato.
En 1928, John W. Nordstrom se retiró y vendió sus acciones a dos de sus hijos, Everett y Elmer (según el libro The Nordstrom Way).  En 1929, Wallin se retiró y vendió el resto de sus acciones a los dos hijos de Nordstrom. En 1933 Lloyd Nordstrom se unió a la empresa.
Treinta y un año más tarde, Nordstrom se expandió a ocho tiendas en dos estados pero solo vendía zapatos. Empezó a vender prendas de vestir cuando en 1963 compró la tienda Best Apparel de Seattle. En 1969 nombre de la empresa cambió a Nordstrom Best.
Dos años después la empresa se volvió pública. (actualmente comercializa con la Bolsa de Nueva York con el símbolo JWN.) En 1973, "Best" fue erradicado del nombre.
En 1976, Nordstrom abrió una serie de tiendas llamadas Place Two para vender una sección limitada de prendas de vestir en los mercados pequeños.  En 1983, había diez tiendas Place Two, pero a finales de 1994 solo quedaban cuatro, y dejaron de abrir ese tipo de tiendas.

### Expansión

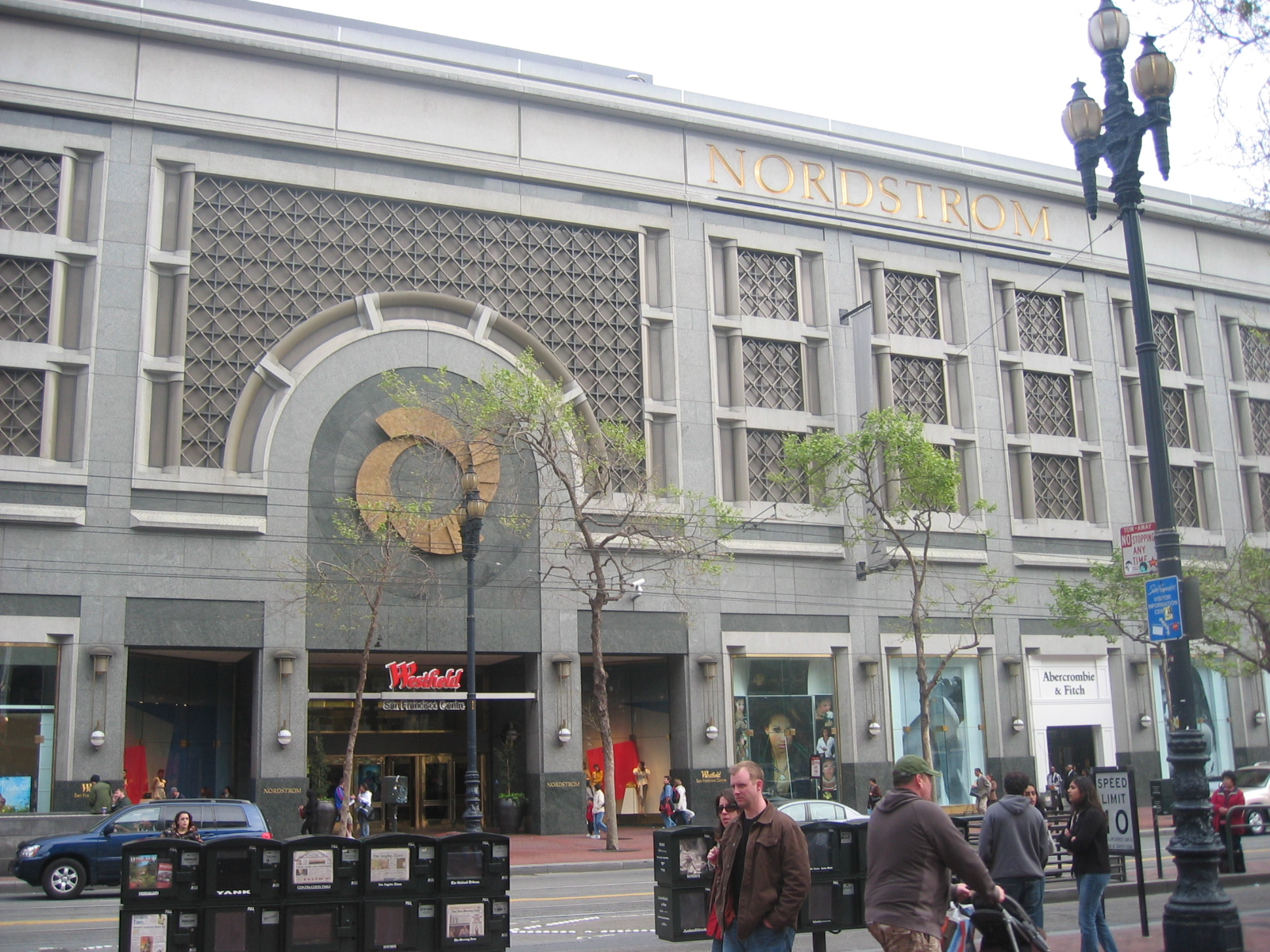
Exterior de la tienda Nordstrom en San Francisco, California.

La empresa abrió un centro de satisfacción en Cedar Rapids, Iowa. Actualmente tiene a sus centros distribuidos en Ontario, California; Portland, Oregón; Dubuque, Iowa;  Marlboro, Maryland; y Gainesville, Florida. 
En 1998, Nordstrom reemplazó a su tienda principal del centro de Seattle con una tienda principal localizada en el edificio Frederick & Nelson.  Con 383,000 pies cuadrados, la tienda localizada en el centro de Seattle es la tienda más grande de la cadena a febrero de 2007.  Por contraste, la tienda Nordstrom más pequeña (a septiembre de 2008) abrió en 1980 en Salem Oregón y tiene un área total de menos de 72,000 pies cuadrados.
El "Espresso Bar" de las tiendas antiguas desaparecieron y se reintrodujo como "eBar" con un nuevo estilo que ofrece variedades de bocadillos, sándwiches, ensaladas, smoothies de fruta y bebidas. Las tiendas pequeñas (principalmente de dos pisos) tienen un nuevo concepto llamados "in-House Cafe," en la cual ofrece el mismo menú como el eBar pero con asientos & área de cenar.  Nordstrom también ha desarrollado cuatro conceptos de restaurantes, en la cual pueden ser encontrados en tiendas selectas.  El "Classic Cafe" y el "Marketplace Cafe" son más casuales y ofrecen ítems  como sándwiches, sopas y ensaladas.  "Cafe Bistro" se especializa en bocadillos hechos en hornos de ladrillos y "Nordstrom Grill" ofrece comida y bebidas alcohólicas.

### Ahora
Hoy en día, Nordstrom ha decidido crecer metódicamente y orgánicamente,[cita requerida] evitando el crecimiento del beneficio de adquisiciones de otras empresas, empezó sus expansiones en 1975 en Alaska, el sur de California en 1978, el norte de California en 1982, en la costa oriental en 1988, el Centro-Oeste en 1991, Texas en 1996 y en el Sudeste en 1998. Generalmente la empresa siempre construyó sus tiendas desde cero. Nordstrom creció desde una tienda de zapatos del centro de Seattle a una cadena lujosa de tiendas a nivel nacional, con las mejores selecciones de prendas de vestir, zapatos y accesorios para toda la familia. Actualmente,[¿cuándo?] Nordstrom opera 105 tiendas completas, 51 tiendas Nordstrom Rack, dos Jeffrey Boutiques, una tienda de zapatos y dos tiendas de liquidación.[cita requerida] El 7 de septiembre de 2007 Nordstrom abrió su primera tienda en Massachusetts en el recién renovado Natick Collection, convirtiéndose en una de las aperturas más exitosas en la historia de Nordstrom.[cita requerida] Justo en la apertura de gala, Nordstrom ayudó a recolectar $2,500,000 para el Museo de Ciencias de Boston y el Ballet de Boston.[cita requerida]